# Никола Балканджиев
Никола Димитров Балканджиев е български общественик, деец на БРП.

## Биография
Никола Балканджиев е роден е на 26 октомври 1901 г. в казанлъшкото село Манолово. От 1918 е член на БКП, а от 1921 г. и на БКМС. През 1921 г. се преселва в Пловдив и става тухлар и началник на десятка. От 1923 до 1925 г. е член на 6-ти районен комитет на БКП в града. Във Военния отдел на БКП. Арестуван е през април 1925 г. и лежи в затвора до март 1926 г., когато е освободен чрез амнистия. Между 1926 и 1927 г. е в група на БКП за набавяне на документи. Участва в основаването на РМС през 1928 г. и БКМС в Пловдив. В периода 1928 – 1930 г. е секретар на ОК на БКП в Пловдив, секретар на Тютюноработническия съюз, член на ЦК на НРСП. През 1929 г. оглавява стачка на пловдивските тютюноработници. През 1930 г. става член на Окръжния комитет на БКП в Пловдив. От 1932 г. е общински съветник и член на ЦК на РП. През 1936 г. е осъден на 10 години затвор по ЗЗД. Освободен е през 1941 г. Става секретар на РК на БКП и се занимава със синдикална работа. От август до октомври 1942 г. е интерниран в Девин.
През декември 1942 г. е въдворен в лагера Еникьой. Излиза през ноември 1943 г. От ноември 1943 до април 1944 г. е секретар на синдикалния съвет в Пловдив. Партизанин и политически комисар на Първа средногорска бригада „Христо Ботев“ от април 1944 г. След 9 септември 1944 г. е член на Областния комитет на БКП и председател на ОСПС. Остава на този пост до 1947 г. В периода 1947 – 1949 г. е член на Бюрото на ГК на БКП в Пловдив, а от 1948 г. е член на ЦК на БКП.
Между 19 ноември 1949 г. и 3 февруари 1959 г. е кмет на град Пловдив.. Като кмет участва в потушаването на стачката на тютюноработниците през 1953 г., за което е награден с орден „За гражданска доблест“. Бил е председател на Градския комитет на ОФ в Пловдив и на Окръжни комитет на борците против фашизма и капитализма. Умира на 17 януари 1973 г.